# 708
708 (DCCVIII na numeração romana) foi um ano bissexto do século VIII, do Calendário Juliano, da Era de Cristo, teve início a um domingo e fim na segunda-feira, com as letras dominicais A e G.
| ano completo                       |
| ---------------------------------- |
| Ano bissexto com início ao domingo |

## Eventos
- 15 de Janeiro - É eleito o Papa Sisínio.
- 25 de Março - É eleito o Papa Constantino.

## Mortes
- 4 de Fevereiro - Papa Sisínio